# Cloche du roi Seongdeok
La cloche divine du roi Seongdeok, aussi appelée cloche Émilé ou encore cloche de Bongdeoksa du nom du temple où elle se trouvait initialement, est une cloche en bronze massif, la plus grande cloche existante en Corée.

## Historique
La cloche divine du roi Seongdeok est la plus grande cloche coréenne préservée. Sa hauteur est de 3,75 m et elle présente un diamètre de 2,27 m avec 11 à 25 cm d'épaisseur. Son poids affichait 18,9 tonnes lorsque le musée national de Gyeongju l’a fait peser en 1997. La cloche a été fondue pour rendre hommage à la mémoire du roi Seongdeok (r. 702-737). Elle a été achevée en 771 et nommée la cloche divine du roi Seongdeok. 
La cloche est aussi connue sous le nom de cloche Émilé, un nom issu d'une ancienne légende dans laquelle un enfant a été sacrifié pour donner un son agréable à la cloche. En effet, le terme Émilé est proche du mot coréen traditionnel  em-ee-lé signifiant « maman ». L'enfant avait été plongé dans le bronze en fusion. Depuis, il émet une longue plainte (em-ee-lé) pour appeler sa mère, mais ainsi son sacrifice a permis d'obtenir un son  parfait.
Le tube situé au dessus de la cloche du roi Seongdeok permet au son de résonner, c'est une des caractéristiques essentielles des cloches coréennes. Le yongnyu, est l’anneau qui permet d'accrocher la cloche, il a reçu une décoration en forme de tête de dragon. Des motifs en arabesque décorent le haut de la cloche (épaule de la cloche) et l’endroit où l’on frappe la cloche est en forme de lotus. Cette œuvre témoigne de la qualité artistique de la période de Silla unifié. Plus de mille caractères chinois sont gravés sur la cloche. Depuis 1 300 ans, la cloche divine du roi Seongdeok est parfaitement bien conservée. Elle est actuellement conservée au musée national de Gyeongju et est classée en tant que trésor national n° 29.

## Reproduction
La cloche coréenne de l'amitié est une reproduction de la cloche du roi Seongdeok. Elle est située au Angel's Gate Park, dans le quartier de San Pedro, à Los Angeles. Cette cloche a été offerte en 1976 par la république de Corée au peuple américain dans le cadre des célébrations du bicentenaire de l'indépendance des États-Unis.